# Сильвестров, Василий Иванович
Василий Иванович Сильвестров  (4 марта 1888, село Жихаревка, Сосковская волость, Кромский уезд, Орловская губерния — 16 декабря 1937, Винница, СССР) — украинский советский художник, живописец и график.

## Биография
Родился в многодетной русской семье, с одиннадцати лет зарабатывал на жизнь разнорабочим, был учеником в иконописной мастерской.
В 1905-12 годах учился в Киевском художественном училище у Киевском художественном училище А. А. Мурашко и  Г. К. Дядченко (первые два года — как вольнослушатель), его сокурсниками и друзьями стали А. М. Козык,  А. М. Черкасский, И. Ф. Хворостецкий. По окончании училища с отличием он получил право поступить без экзаменов в Московское училище живописи, ваяния и зодчества, или в Императорскую Академию художеств в Петербурге. Вначале он недолго учился в Москве, главным образом, графической технике, затем  переехал в Петербург, где обучался живописи живописи; здесь он подружился с Федором Кричевским.  Петербургский климат не подходил Василию, по состоянию здоровья он был вынужден прервать учебу, не окончив курса в Академии. В 1917 году он вернулся в Киев и перевелся во вновь образованную Украинскую академию искусств. По окончании Академии по специальности «Живопись», Василий с женой Надеждой Ивановной (дев. Промисан) переехал в Винницу.
В Виннице Василий преподавал черчение в училище и работал как художник, вступил в АХЧУ (Ассоциации художников Красной Украины, участвовал в республиканских, всесоюзных и международных выставках, а также писал стихи, в том числе на украинском языке.
В 1937 году осужден по ложному обвинению в пособничестве украинским буржуазным националистам и расстрелян во внутреннем дворе НКВД г. Винница в декабре 1937 г. Реабилитирован 8 июля 1998 г. Винницким областным судом (дело прекращено за отсутствием состава преступления).
Имел двух сыновей, один из них - художник Ростислав Сильвестров (1917-1976), внук - художник Платон Сильвестров (1954-2018).

## Творчество
Василий работал во многих жанрах - портреты, пейзажи и натюрморты, жанровые картины. Он  мастерски использовал различные техники: как живописные, так и графические (рисунок, акварель и пастель, гравюра на дереве и линолеуме).
В 1929-31 годах художник создал серию живописные и графических работ, посященных  винницкой Ерусалимке - бедному еврейскому кварталу. В то же время он работал над циклом гравюр к повести украинского писателя Михаила Коцюбинского "Он идет".

## Избранные выставки
1928
- XI Лет Октябрю. Киевский филиал АХУЧ (живопись, рисунок, графика). Винница, Украина (был членом выставочного комитета)

1934
- Графическое искусство из Советского Союза. Kunsthalle. Хельсинки, Финляндия (ксилографии - иллюстрации к книге М. Коцюбинского «Он идет»)

1937
- Выставка этюдов Украины и Молдавии, Музей русского искусства. Киев, Украина

2015
- Спецфонд, 1937-1939, Национальный художественный музей Украины. Киев, Украина

## Внешние ссылки
- Василий Сильвестров на сайте "Художники Сильвестровы"
- АртРу.инфо. Художник В. И. Сильвестров